# INaturalist
iNaturalist es un proyecto de ciencia ciudadana y red social en línea de naturalistas, científicos ciudadanos, y biólogos basada en el concepto de mapeo e intercambio de observaciones de biodiversidad a través del mundo. Se puede acceder al proyecto a través de su sitio web o de sus aplicaciones móviles. Las observaciones realizadas con iNaturalist proporcionan datos abiertos valiosos a proyectos de búsqueda científica, agencias de conservación, otras organizaciones, y el público en general. El proyecto se ha denominado como "un estándar-portador para historia natural aplicaciones móviles."
iNaturalist.org comenzó en el 2008 como proyecto final de posgrado de Nate Agrin, Jessica Kline, y Ken-ichi Ueda para la Universidad de California en Berkeley. Nate Agrin y Ken-ichi Ueda continuaron trabajando en el sitio con Sean McGregor, un desarrollador de web. En 2011, Ueda empezó una colaboración con Scott Loarie, un socio investigador en la Universidad Stanford y conferenciante en UC Berkeley. Ueda y Loarie son los actuales codirectores de iNaturalist.org. La organización se fusionó con la Academia de California de Ciencias el 24 de abril de 2014. En 2014, iNaturalist celebró su millonésima observación. En 2017, iNaturalist se convirtió en una iniciativa conjunta entre la Academia Ciencias de California y la Sociedad Geográfica Nacional.

## Observaciones
La plataforma iNaturalist está basada en crowdsourcing de datos. Una observación de iNaturalist registra un encuentro con un organismo individual en un tiempo y lugar específico. Además de contar fotos y audio reales del organismo, una observación de iNaturalist  puede también registrar evidencia indirecta de un organismo, como huellas de animales, nidos, y heces, pero el alcance de iNaturalist excluye elementos naturales pero inertes como características geológicas o hidrológicas. Los usuarios generalmente cargan fotos como evidencia de sus hallazgos, aunque los registros de audio son también aceptados y tal evidencia no es un requisito estricto. Los usuarios pueden compartir ubicaciones de observación públicamente, "oscurecerla"  para mostrar una ubicación menos precisa, o hacer las ubicaciones privadas.
Las observaciones tienen diferentes categorías, de acuerdo a su nivel de identicación y si es un organismo nativo, cultivado o criado en cautiverio:
- Desconocido: la observación no tiene indicado ningún tipo de identificación, ya que ni el observador ni la comunidad de iNaturalist ha indicado alguna.
- Necesita identificación: la observación tiene al menos una identificación, ya sea del observador o la comunidad, pero aún no se ha validado por al menos dos usuarios.
- Grado de investigación: la observación tiene dos o más identificaciones coincidentes. Estos datos son publicados en el portal de la Global Biodiversity Information Facility (GBIF) en el conjunto de datos compartidos por iNaturalist.
- Casual: corresponde a observaciones que, por un lado, corresponden a organismos cultiivados o en cautiverio. Además, se consideran casuales las observaciones que carecen de fecha o de ubicación.

### Identificación Automática de Especies
Además de las observaciones identificadas por otros miembros de la comunidad, iNaturalist incluye una herramienta automatizada de identificación de especies, lanzada por primera vez en 2017. Las imágenes pueden identificarse mediante un modelo de visión por ordenador que ha sido entrenado en la gran base de datos de las observaciones de iNaturalist. Normalmente se proporcionan múltiples sugerencias de especies, con la sugerencia que el software considera más probable al principio de la lista. Si el modelo no está seguro de la especie, suele ofrecer un taxón más amplio, como un género o una familia. Se entrena una o dos veces al año, y el umbral de especies incluidas en el conjunto de entrenamiento ha cambiado con el tiempo.  Puede resultar difícil para el modelo adivinar correctamente si la especie en cuestión se observa con poca frecuencia o es difícil de identificar sólo a partir de imágenes, o si la imagen enviada tiene poca luz, está borrosa o contiene varios sujetos

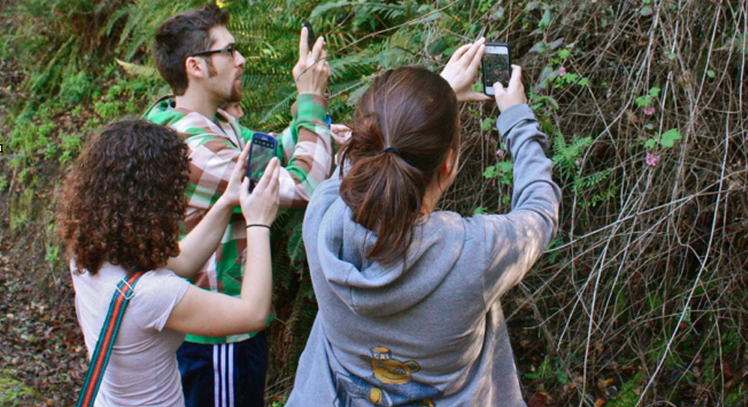
Utilizando la aplicación Naturalista

## Plataformas
Los usuarios pueden acceder a datos de iNaturalist o añadir sus observaciones a iNaturalist a través de la página web o de dos aplicaciones: iNaturalist (para iOS/Android) y Seek (iOS/Android). También a través de organizaciones de socios como el Mecanismo Mundial de Información sobre la Biodiversidad. En la aplicación iNaturalist principal, los usuarios pueden contribuir con observaciones de la naturaleza al conjunto de datos en línea público, aunque en Seek, que fue diseñado para niños y familias, no se requiere el registro de una cuenta en línea, y todas las observaciones siguen siendo privadas y no se cargan en el conjunto de datos. La función de identificación automatizada de especies está incluida en ambas aplicaciones. Seek incorpora características de gamificación, como proporcionar una lista de organismos cercanos para encontrar y animando la colección de insignias por hacerlo.

### Reto Naturalista Urbano
Artículo principal: Reto Naturalista Urbano
En 2016, Lila Higgins, del Museo de Historia Natural del Condado de Los Ángeles, y Alison Young, de la Academia de Ciencias de California, cofundaron el City Nature Challenge (CNC). En el primer City Nature Challenge, naturalistas de Los Ángeles y el área de la bahía de San Francisco documentaron más de 20 000 observaciones con la plataforma iNaturalist. En 2017, el CNC se amplió a 16 ciudades de Estados Unidos y recopiló más de 125 000 observaciones de vida silvestre en 5 días. El CNC se amplió a una audiencia global en 2018, con la participación de 68 ciudades de 19 países, y algunas ciudades utilizaron algunos nodos locales de esta plataforma de ciencia ciudadana para participar. En 4 días, más de 17.000 personas catalogaron más de 440.000 observaciones de la naturaleza en regiones urbanas de todo el mundo. En 2019, el CNC se expandió una vez más, con 35.000 participantes en 159 ciudades que recopilaron 964.000 observaciones de más de 31.000 especies. Aunque se documentaron menos observaciones durante el Desafío de la Naturaleza de la Ciudad 2020 durante la pandemia COVID-19 (cuando el CNC se volvió colaborativo en lugar de competitivo), participaron más ciudades y personas y se encontraron más especies que en años anteriores.

## iNaturalist en varios idiomas
La Red iNaturalist está formada por plataformas locales en diversos idiomas que promueven el uso y facilitan el uso de datos de iNaturalist para beneficiar a la biodiversidad local. Cada plataforma está liderada por una institución, de modo tal que la red nuclea a diversos países y organizaciones. El Departamento iNaturalist de la Academia de Ciencias de California y National Geographic Society operan iNaturalist.org global y toda la infraestructura subyacente de la red.

### Nodos de iNaturalist en Español
- NaturaLista México, impulsada por la Comisión nacional para el conocimiento y uso de la biodiversidad (CONABIO).
- Naturalista Colombia, impulsada por el Instituto Humboldt.
- iNaturalist Panamá, impulsada por Ministerio de Ambiente de Panamá.
- iNaturalist Ecuador, promovida por el Instituto Nacional de Biodiversidad (INABIO)
- ArgentiNat (iNaturalist Argentina), promovida por la Fundación Vida Silvestre Argentina
- iNaturalist Chile, apoyada por el Ministerio de Medio Ambiente de Chile.
- Naturalista Costa Rica, impulsada por el Comisión Nacional para la Gestión de la Biodiversidad (CONAGEBIO)
- iNaturalist Guatemala, promovido por el Consejo Nacional de Áreas Protegidas (CONAP).
- Natusfera España, impulsada por el Nodo Nacional de Información en Biodiversidad y el CREAF.
- NaturalistaUY (iNaturalist Uruguay), impulsada por Biodiversidata y JULANA.

### Nodos en otros idiomas
- La New Zealand Biodiversity Recording Network apoya a iNaturalist NZ — Mataki Taiao (antes NatureWatch NZ) en Nueva Zelanda
- La Federación Canadiense de Vida Silvestre (CWF) junto a Parques de Canadá, NatureServe Canadá, y el Museo Real del Ontario (ROM) apoyan a iNaturalist Canadá en Canadá
- BioDiversity4all en Portugal
- Atlas of Living Australia apoya iNaturalist Australia
- La Universidad de Haifa apoya a iNaturalist Israel
- Finnish Biodiversity Information Facility apoya iNaturalist en Finlandia
- iSea y el Museo de Historia Natural de Goulandris apoyan iNaturalist en Grecia
- El Museo de Historia Natural de Luxemburgo (MnhnL) apoya iNaturalist en Luxemburgo
- National Biodiversity Network Trust, Marine Biological Associationy Biological Records Centre apoyan iNaturalist en Reino Unido
- SLU Swedish Species Information Centre apoya a iNaturalist en Suecia